# Gisèle d'Assailly
 (janvier 2025).
Si vous disposez d'ouvrages ou d'articles de référence ou si vous connaissez des sites web de qualité traitant du thème abordé ici, merci de compléter l'article en donnant les références utiles à sa vérifiabilité et en les liant à la section « Notes et références ».
Gisèle d'Assailly (1er avril 1904, Paris 8e - 15 mars 1969, Paris 13e) est une femme de lettres et journaliste, présidente des Éditions Julliard de 1962 à 1964.

## Biographie
Après des études de lettres, Gisèle d'Assailly entre dans le journalisme et l’édition.
Elle fait ses premières armes journalistiques au Figaro et à Femina.
Après la guerre elle tient la chronique de mode aux Nouvelles littéraires.
Elle épouse en 1945 l’éditeur René Julliard et devient à la mort de celui-ci, présidente des Éditions Julliard. Elle donne des conférences en Égypte, Finlande, Suède, Afrique noire et aux Antilles.
Ses ouvrages féminins lui avaient gagné l’audience d’un vaste public féminin.
Issue  d'une vieille famille poitevine alliée par une de Lasteyrie du Saillant aux marquis de La Fayette, qui en 1842 fit bâtir le château de La Salmondière à Vouillé (Deux-Sèvres), par l'architecte niortais Pierre-Théophile Segretain (1798-1864), elle vendit cette propriété vers 1950.
Son époux (mort en 1962) et elle-même furent inhumés dans le cimetière de la famille d'Assailly dans cette commune.

## Distinctions
- Croix de guerre 1939-1945

## Publications
- S.S.A. : journal d'une conductrice de la Section sanitaire automobile, 1942 ;

- Prix Montyon 1944 de l’Académie française
- Avec les peintres de la réalité poétique, 1949 ;

- Prix Charles Blanc 1950 de l’Académie française
- Omer Robiati, 1950
- Savoir-vivre tous les jours ;
- La Petite Fille moderne, 1953
- Savoir écrire toutes les lettres ;
- Fards et beauté ou l'Éternel féminin ;
- Le Guide pratique de la femme, 1958 ;
- Paroles en couleurs;
- Savoir-vivre d’hier et d’aujourd’hui, réécriture du livre Usages du monde : règles du savoir-vivre dans la société moderne de la Baronne Staffe
- Savoir recevoir entre-soi, en collaboration avec Mapie de Toulouse-Lautrec
- Le Savoir-vivre, guide pratique des bons usages (mise à jour de l’ouvrage de Jean Baudry)
- Marcel Delmotte, co-édité par la Galerie l'Obsidienne, Paris, et Gisèle d'Assailly, 1963
- Paroles en couleurs, avec Paul Charlot, Camille Hilaire, Jean Marzelle, Marcel Mouly, Daniel Ravel, Maurice-Elie Sarthou, Claude Schürr, écrit en collaboration avec Jacques Ménétrier, Éditions René Julliard, 1963
- Les Quinze Révolutions de la mode, 1968